# Liste der Kulturdenkmale in Groß Vollstedt
In der Liste der Kulturdenkmale in Groß Vollstedt sind alle Kulturdenkmale der schleswig-holsteinischen Gemeinde Groß Vollstedt (Kreis Rendsburg-Eckernförde) aufgelistet (Stand: 14. April 2025).
Die Bodendenkmale sind in der Liste der Bodendenkmale in Groß Vollstedt aufgeführt.

## Legende
In den Spalten befinden sich folgende Informationen:
- Objekt-ID: die Nummer des Kulturdenkmales
- Lage: die Adresse des Kulturdenkmales und die geographischen Koordinaten. Kartenansicht, um Koordinaten zu setzen. In der Kartenansicht sind Kulturdenkmale ohne Koordinaten mit einem roten Marker dargestellt und können in der Karte gesetzt werden. Kulturdenkmale ohne Bild sind mit einem blauen Marker gekennzeichnet, Kulturdenkmale mit Bild mit einem grünen Marker.
- Offizielle Bezeichnung: Bezeichnung des Kulturdenkmales
- Beschreibung: die Beschreibung des Kulturdenkmales
- Bild: ein Bild des Kulturdenkmales

## Bauliche Anlagen
| Objekt-ID | Lage                                  | Offizielle Bezeichnung     | Beschreibung | Bild |
| --------- | ------------------------------------- | -------------------------- | --- | ---- |
| 19024     | Waldweg (54° 13′ 58″ N, 9° 52′ 10″ O) | Kapelle „Zum guten Hirten“ | Kapelle; 1958/59, Architekten Barbara und Wolfgang Vogt; Nur-Dachkirche, Glockenturm - Begründung: geschichtlich, wissenschaftlich - Schutzumfang: Kapelle „Zum guten Hirten“, Glockenturm - Denkmaltyp: Bauliche Anlage | BW   |

## Quelle
- Liste der Kulturdenkmale in Schleswig-Holstein – Kreis Rendsburg-Eckernförde

- Karte mit allen Koordinaten:
- OSM |
- WikiMap